# Robert Gentry
Pour les articles homonymes, voir Gentry (homonymie).
Robert V. Gentry (9 juillet 1933 à Chattanooga, États-Unis - 28 janvier 2020 à Loma Linda) est un physicien nucléaire américain.
Il est diplômé de l'Université de Floride en physique et docteur en sciences du Columbia Union College.  